# Maximilian Straßer
Maximilian Straßer (* 11. November 1862 in Gunzenheim; † 4. April 1929 in New York City) war ein deutsch-amerikanischer Bäckermeister, Mäzen, Präsident des Staatsverbandes der Deutschen Bäckerinnung in New York und Ehrenbürger von Gunzenheim.

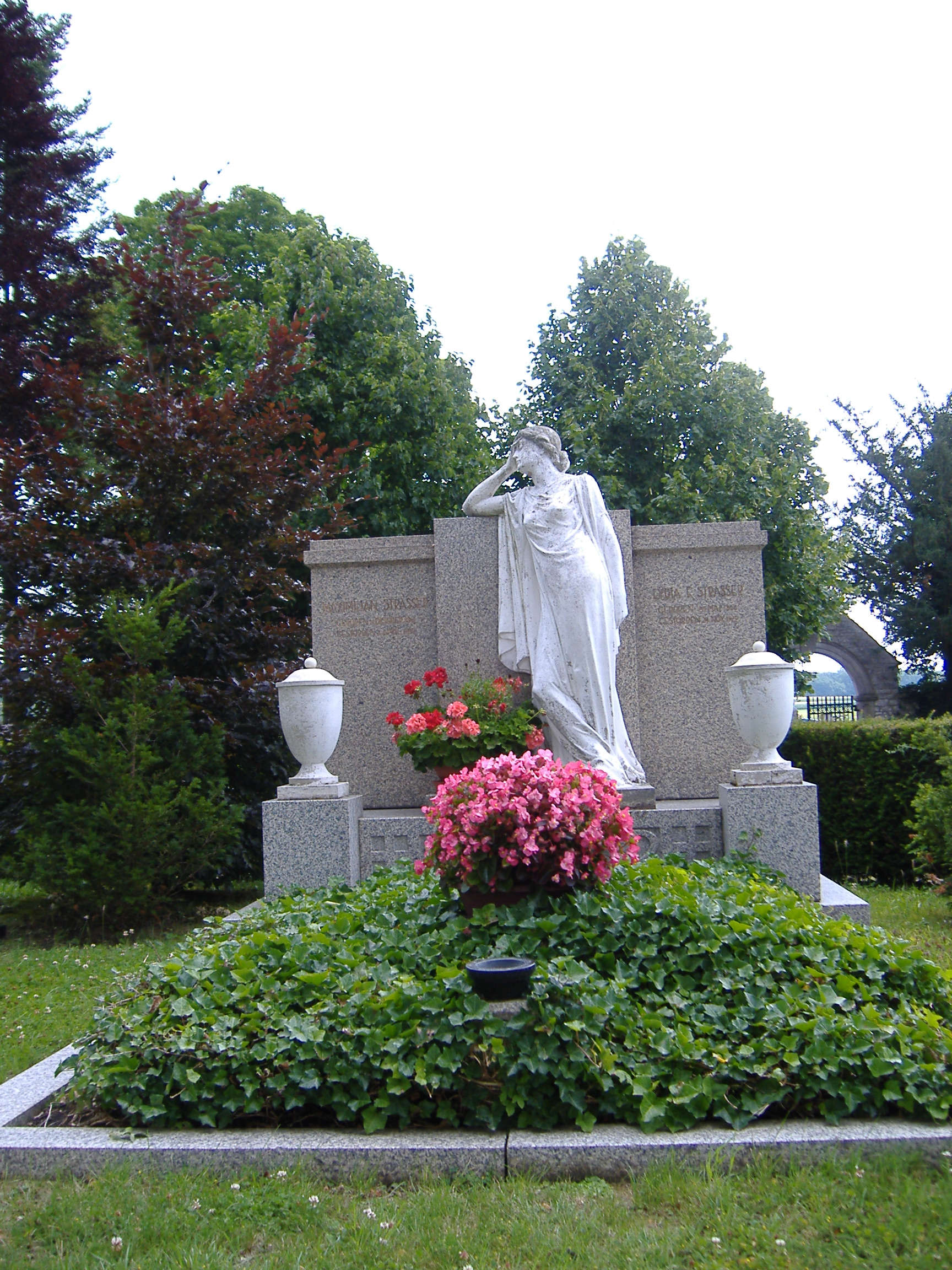
Grabstätte von Maximilian Straßer und seiner Frau Lydia

## Leben und Wirken
Maximilian Straßer wurde unehelich geboren, jedoch durch die Heirat seiner Eltern wenige Wochen nach seiner Geburt legitimiert. Die Eltern bewirtschafteten in Gunzenheim einen Bauernhof. Nach Abschluss der Volksschule erlernte er den Beruf des Bäckers. Anschließend absolvierte Straßer beim 12. Infanterieregiment in Ulm den Militärdienst. Gegen den Willen seiner Eltern wanderte der vorgesehene Hoferbe in die USA aus und ließ sich in Chicago nieder. Dort verdiente er seinen Lebensunterhalt als Lumpensammler, Reklameläufer und Gelegenheitsarbeiter. Später fand er eine Anstellung in seinem erlernten Beruf. 1890 übersiedelte Straßer nach Manhattan. Acht Jahre später heiratete er Lydia Lux und erwarb im selben Jahr eine Bäckerei. Er war als Geschäftsmann äußerst erfolgreich und baute seinen Betrieb zu einem Großunternehmen aus. 1905 wurde Straßer zum Präsidenten des Staatsverbandes der Deutschen Bäckerinnung in New York gewählt. In New York gründete er 1914 den Bäckermeister-Gesangverein. 
Gunzenheim blieb Straßer stets verbunden. Dort kaufte er sich 1908 ein großes Grundstück, auf dem er die Villa Barbara errichtete, die er später in einer Schenkung der Kirche übereignete. Das stattliche Gebäude trägt den Vornamen seiner Mutter. Ferner ließ Straßer in seinem Geburtsort auf seine Kosten einen Friedhof, benannt nach seinem Vater, mit Leichenhalle erbauen, damit die Verstorbenen nicht mehr im nahegelegenen Mündling beerdigt werden müssen.
Maximilian Straßers Leiche wurde von New York nach Gunzenheim überführt. Er wollte dort auf seinem Friedhof beerdigt werden.

## Ehrungen
- 1913 verlieh ihm die Gemeinde Gunzenheim die Ehrenbürgerwürde
- In Gunzenheim ist eine Straße nach Straßer benannt

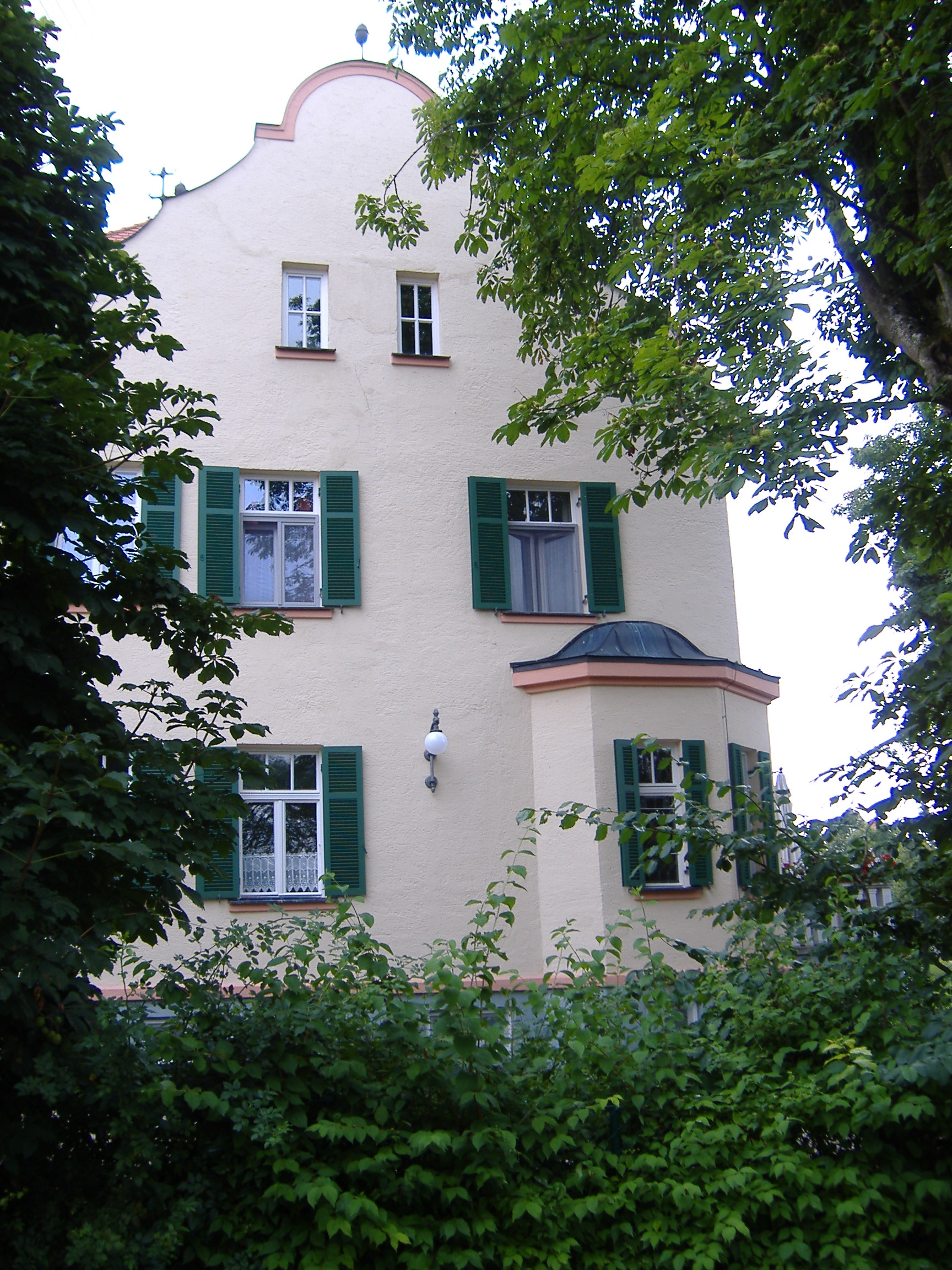
Westseite der Villa Barbara
Süd-/Ostseite der Villa Barbara
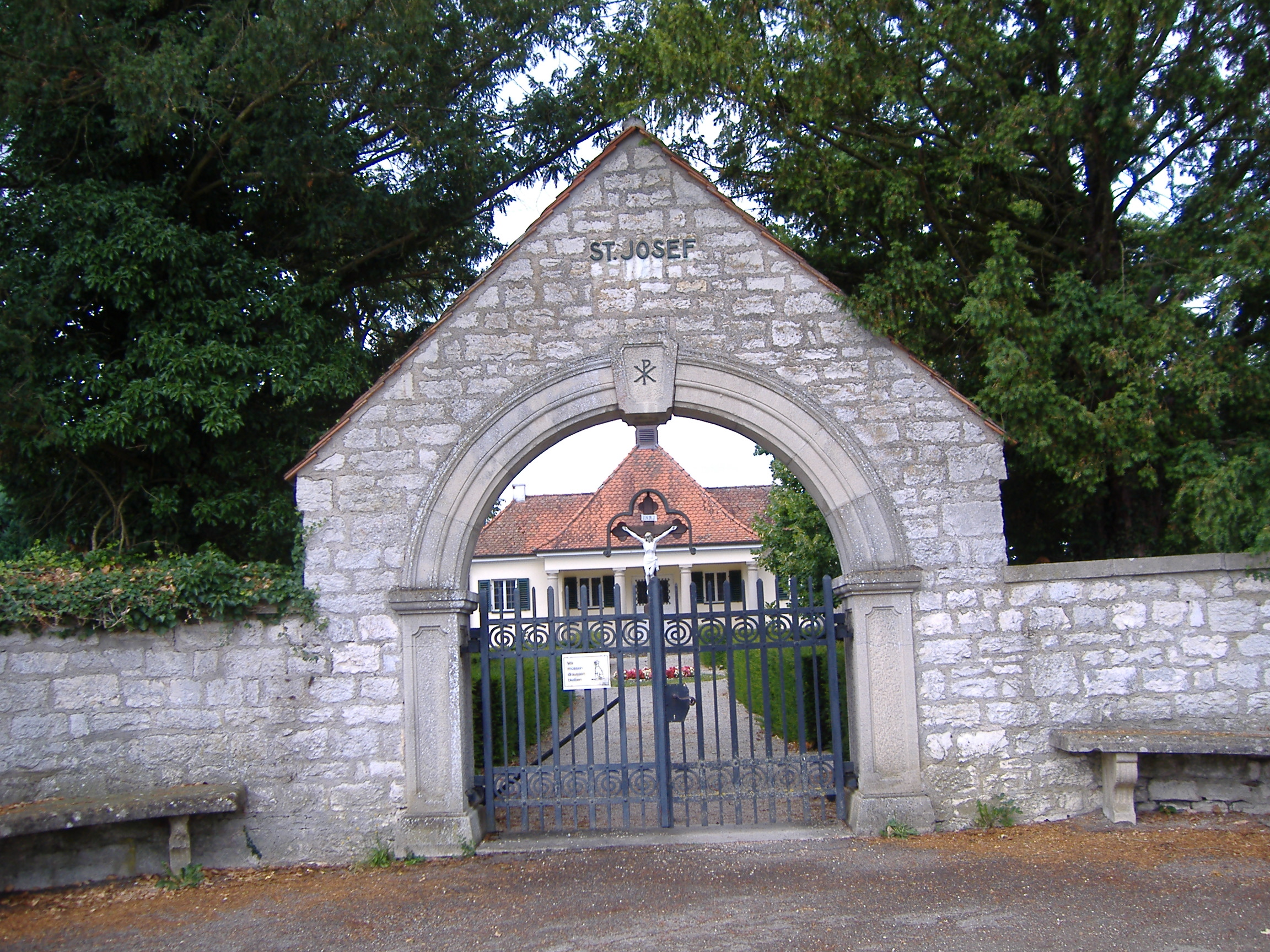
Friedhofsportal
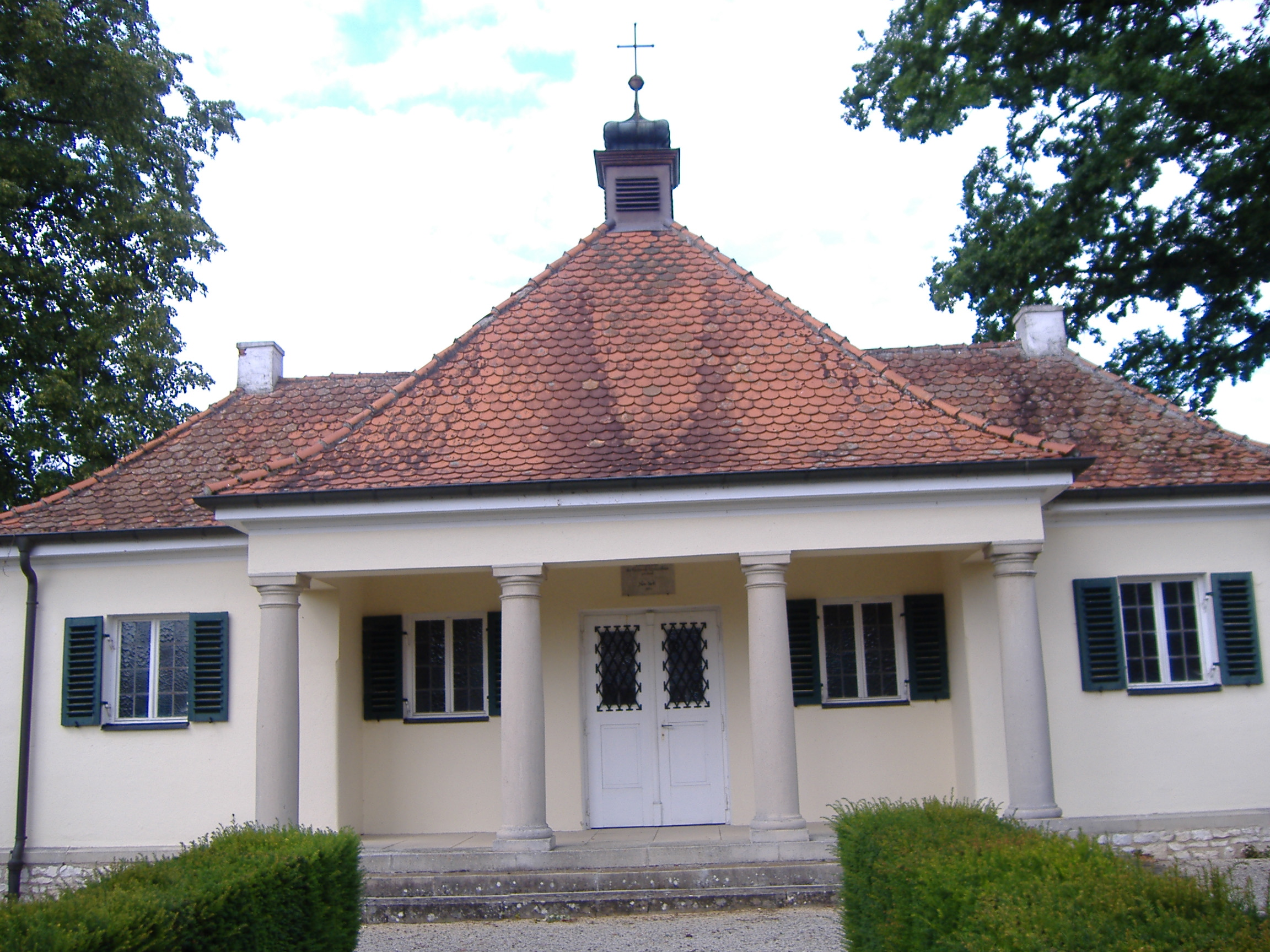
Leichenhalle des Friedhofs